# Marina Eraković
Marina Eraković (Split, 6. ožujka 1988.) je novozelandska profesionalna tenisačica podrijetlom iz Hrvatske. Do 6. godine je s obitelji živjela u Hrvatskoj, a onda je njena obitelj otišla živjeti na Novi Zeland.
Trenutačno živi u Oaklandu. Najbolji plasman na WTA listi joj je 48. mjesto (7. srpnja 2008.)
Profesionalnu karijeru počela je 2004. godine. Te je godine odigrala samo jedan turnir, u Wellingtonu, gdje je izborila polufinale. Početkom 2005. godine osvojila je titule u Warrnamboolu i Yarrawongu, a poslije plasmana u polufinale turnira u Fukuoki ušla je među 300 tenisačica svijeta. Dobivanjem pozivnice za turnir u Oaklandu, debitira na WTA turnirima.
U 2006. godini osvaja tri ITF turnira, što joj omogućava plasman među 200. 
Godine 2007. je pet puta igrala u glavnom ždrijebu WTA turnira.
Na početku 2008. godine je u Oaklandu postala prva novozelandska tenisačica koja je od 1990. izborila polufinale nekog WTA turnira. U tri nastupa na Grand Slam turnirima zabilježila je samo jednu pobjedu. Bilo je to u Roland Garrosu, ali ju je u drugom kolu porazila Jelena Janković.

## Vanjske poveznice
- WTA profil  Arhivirana inačica izvorne stranice od 29. svibnja 2008. (Wayback Machine)